# Madison megye (Montana)
Madison megye az Amerikai Egyesült Államokban, azon belül Montana államban található. Megyeszékhelye Virginia City, legnagyobb városa Ennis. Lakosainak száma 8623 fő (2020. április 1.). Madison megye Jefferson, Beaverhead, Silver Bow, Gallatin és Fremont megyékkel határos.

## Népesség
A megye népességének változása:
| Lakosok száma | 7685 | 7693 | 7745 | 7712 | 7915 | 8623 |
|               | 2010 | 2011 | 2012 | 2013 | 2015 | 2020 |